# Pheidoliphila verityi
Pheidoliphila verityi är en skalbaggsart som beskrevs av Dégallier och Michael S. Caterino 2005. Pheidoliphila verityi ingår i släktet Pheidoliphila och familjen stumpbaggar. Inga underarter finns listade i Catalogue of Life.